# Leatop Plaza
Leatop Plaza (chinesisch 利通广场, Pinyin Lìtōng Guǎngchǎng) ist ein Wolkenkratzer in der chinesischen Großstadt Guangzhou. Seine Höhe beträgt 303 Meter. Damit ist das Gebäude aktuell das zehnthöchste der Stadt. Die Arbeiten an dem Wolkenkratzer begannen im Jahr 2008 und wurden im Frühsommer 2012 vollständig abgeschlossen. Richtfest wurde bereits im Sommer 2010 gefeiert, zu diesem Zeitpunkt hatten allerdings die Arbeiten zur Installation der Glasfassade erst begonnen. Diese wurden zu Beginn des Jahres 2012 beendet. Auf den 64 Stockwerken des Bauwerks befinden sich zum größten Teil Büroeinrichtungen, vereinzelt gibt es Bereiche für die technische Ausstattung. Das Gebäude ist jedoch nicht der Öffentlichkeit zugänglich. Für die Planung des Hochhauses war das deutsch-amerikanische Büro Murphy & Jahn Architects verantwortlich. Architektonisch zeichnet der Leatop Plaze sich durch eine schlanke Silhouette aus, die in die Skyline der Stadt aufragt. Der Grundriss ist quadratisch, das Dach wurde unterdessen schräg konzipiert, wodurch die oberen Etagen auch eine geringere Nutzfläche aufweisen als alle darunter liegenden. Der gesamte Turm verfügt über eine Nutzfläche von 159.500 Quadratmetern.
Im Inneren des Bauwerks befindet sich ein zentraler Betonkern in dem Aufzüge, Rohre und Leitungen sowie Treppenhäuser untergebracht sind. Die verglaste Außenhülle sowie die Stockwerksträger wurden aus Stahlträgern errichtet.